# Gilbert Pickering (1er baronnet)
Pour les articles homonymes, voir Pickering (homonymie).
Sir Gilbert Pickering, 1er baronnet (1611 – octobre 1668) est un régicide, membre du Conseil d'État anglais pendant le protectorat d'Oliver Cromwell  et membre de la chambre haute de Cromwell.

## Biographie
En 1625, il obtient un BA de l'Emmanuel College de Cambridge et en 1629 entre à Gray's Inn .
Gilbert Pickering est un député représentant le Northamptonshire et, à ce titre, il siège au Court Parlement de 1640 et au Long Parlement de 1640 à 1653. Il abandonne la cause royaliste lorsque Charles augmente son niveau d'exigences à Nottingham en 1642 .
En 1642, il rejoint le comité du Northamptonshire et est le plus actif en tant que «séquestre et homme de comité» bien qu'il ait également levé un régiment pour le parlement .
Au fur et à mesure que la décennie avance, il devient plus proche des presbytériens, par étapes jusqu'à ce qu'il devienne anabaptiste (plus tard pendant l'interrègne, il vote contre l'abolition immédiate de la dîme de l'Église mais favorise l'interdiction de Noël) .
Pendant le désaccord entre le Parlement et la nouvelle armée en 1648, Pickering se range du côté de l'armée et garde son siège dans le Parlement croupion après le Purge de Pride du long Parlement. Il est l'un des juges lors du procès de Charles Ier en 1648, mais ne siège qu'à deux sessions et ne signe pas l'arrêt de mort de Charles ,.
Il reste député du Northamptonshire pendant l'Interregnum de 1648 à 1660 et est nommé Lord Chambellan auprès d'Oliver Cromwell en 1657. Sa carrière publique prend fin en 1660. Avec l'aide de son beau-frère Édouard Montagu (1er comte de Sandwich), il obtient un pardon du roi Charles II avant sa restauration. L'original du pardon prononcé par Charles II sur vélin en latin se trouve à la Pitts Theology Library de l'Université Emory, MS no 109 .

## Famille
La famille de Pickering prend de l'importance au moment où l'arrière-arrière-arrière-grand-père de Sir Gilbert, Gilbert Pickering, achète des manoirs dans le village de Titchmarsh, Northamptonshire.
Son père, John Pickering, épouse Susannah, fille de Sir Erasmus Dryden. Sir Gilbert épouse Elizabeth, fille de Sir Sidney Montagu (en), maître des requêtes et un éminent parlementaire et sa première épouse Paulina Pepys, grand-tante de Samuel Pepys. Ils ont huit fils et quatre filles .
Sir Gilbert est créé baronnet vers 1632, son fils John hérite du titre et son fils Gilbert l'hérite de lui. Edward, le quatrième à détenir le titre, est décédé sans descendance le 3 juillet 1749, date à laquelle le titre disparait . Gilbert a un frère appelé John qui combat également pour le Parlement, mourant en 1645.
Pickering est également le cousin et l'un des premiers mécènes du poète John Dryden  qui grandit dans le village de Titchmarsh. Les monuments au poète Dryden et à ses parents Erasmus Dryden et Mary Pickering sont érigés à Titchmarsh par Elizabeth Creed (fille de Sir Gilbert Pickering), qui se marie à Titchmarsh en 1668 et où est présent Samuel Pepys, qui est un cousin de Lady Pickering. Sir Gilbert et ses descendants sont commémorés par des tombes et des mémoriaux dans l'église de Titchmarsh .